# La Débâcle des sentiments
Singles de Stanislas
La Belle de mai
(2008) Les Lignes de ma main
(2010)
Singles par Calogero
Drôle d’animal
(2008) C'est dit
(2009)
La Débâcle des sentiments est une chanson interprétée par Stanislas en duo avec Calogero sorti en janvier 2009. La chanson est extraite de l'album L'Équilibre instable.

## Classements
| Classement (2009)                       | Meilleure position |
| --------------------------------------- | ------------------ |
| Belgique (Wallonie Ultratop 50 Singles) | 3                  |
| Belgique (Wallonie Ultratip 50)         | 2                  |
| France (SNEP)                           | 2                  |
| Suisse (Schweizer Hitparade)            | 68                 |